# ぺたぺた
『ぺたぺた』は、日本のアダルトゲームブランドLimeより2010年4月30日に発売された Windows用18禁恋愛アドベンチャーゲームである。副題は"liking little fingers to confirm a promise"。

## 概要
Navelの姉妹ブランド、Limeの第3作。2009年10月25日、「DreamParty東京2009秋」にて制作が発表され、翌日に公式サイトがオープンした。Lime第2作である『Maximum Magic』よりも早く制作が発表されている。
Lime所属原画家である羽純りおにとっては、初めての単独原画作品となる。またLime過去2作品ではフリーであるあきらが原画・キャラクターデザインを担当したことから、本作品はLimeで初めて所属原画家が原画・キャラクターデザインを担当した作品ともなる。
企画・原案はNavelグラフィッカーの依織が初めて担当。シナリオの樋川光は初めての作品となるが、Navelに所属しているスタッフの別名か、外部の人間かは不明。
タイトルである“ぺたぺた”の「ぺた」は、演劇などで王道を意味する「ベタ」を柔らかく表現した造語であり、主人公に周囲の人々が「べたべた」する意味も含んでいる。
2010年3月24日に体験版が公開。2010年4月30日に-Limited Edition-が発売された。
Navel公式の携帯サイトである『Navel@Mobile』で、2010年10月19日より羽純りおによるFlash4コマが毎月第一・三火曜日に掲載されている。
2011年1月6日、株式会社ジャックインザボックスのウェブサイト「禁断のギャルゲー」より携帯電話アプリゲーム版が配信された。

## ゲームシステム
プロローグ、第一話から第五話、後日談で構成されている。共通パートである第三話途中までの選択肢によってルートが決定し、あきら、優希奈、彩、琴子のいずれかが恋人となるが、選択の結果によってはBAD ENDとなる。第四話で恋人となったヒロインの問題が発生し、第五話で解決。後日談ではヒロインとの甘い日常が語られる。
各話終了ごとに「提供 Lime」の文字が書かれた赤い緞帳が降り、あきら、優希奈、彩、琴子、透、悠斗、匠による楽屋トークが繰り広げられ、次話が予告される。ただし第四話終了後のみ青い緞帳が降り、攻略中のヒロインの心情がモノローグで語られる（琴子を除く）。
メインヒロイン4人攻略後、実際は従姉弟である未姫の攻略が可能になる。未姫の場合のみ、緞帳が降りることはない。また第三話後、最終話となる。

## ストーリー
日本の経済界を代表する桜井グループ会長、桜井宗一郎の孫娘であり、会長代理を務める未姫は、その忙しさと悪戯好きな性格から、瓜二つの容貌を持つ弟、透に自らの代役をさせるようになる。その秘密を守るためと、新しい出会いを期待した透は、桜井の名前を聞いてすぐに反応するような経済人の子息たちが通う名門ではなく、一般的な私立の学校である瑞光学園（ずいこうがくえん）を選択した。
春から新しく通う学園で個性的な友人に囲まれ、今までの退屈な毎日とは違う日々を送ることができるのではないかと、透は胸を弾ませる。

## 登場人物

### 主人公
桜井 透（さくらい とおる）
声：?
主人公。瑞光学園1年生でAクラス所属。日本の財界を代表する桜井グループ会長である宗一郎の孫。一人称は「俺」。
美人である姉の未姫とはウィッグを付けただけで見分けがつかないほど容姿や声がそっくりであることから、約1年前より時々未姫の代役を務め、取材や会議に出ている。そのことは透と未姫、芽依だけの秘密である。代役ばかりではなく、日頃も多忙な未姫の仕事をサポートしており、グループの経営にも携わっている。振り回されつつも未姫のことが好きであり、未姫の命令には絶対服従である。
その容姿から美少女と間違えられることが多く、新入生男子代表の挨拶時には周囲の男子学生を失望させた。それでもまだ多くの男子から憧れの視線を浴びせられており、またその可愛さから女子のファンも多く、ファンクラブが結成されている。学園ばかりではなく、未姫や芽依、川島さんと三島さんという20歳代のお手伝いさんなども含め、周囲の人たちから常に可愛がられてきたが、見た目と異なり芯は男らしさを持ち合わせている。
小さい頃から姉より教育を受け、課題に付き合わされていたこともあって成績は優秀であり、運動や家事などあらゆることをそつなくこなすことができる。意識せず女性を褒めてしまう天然さを持つとともに、会話の途中で自分の思考にはまりこんでしまうところがある。
自宅は学園から北の山寄りにある星野原。普段はバスに乗って通学している。両親は海外にいることが多く、通いのお手伝いさんを除くと未姫との二人暮らしである。

### メインヒロイン
卜部 あきら（うらべ あきら）
声：小倉結衣
身長:154cm。バスト:70(D)。血液型:A型。
透の幼なじみでクラスメイト。瑞光学園入園前は海外の日本人学校に通っていた帰国子女。
お淑やかで上品な佇まいをしており、栗色でロングの髪のサイドを赤いリボンで束ねている。文武両道、容姿端麗、スタイル抜群と三拍子そろった、新入生のアイドル的存在。写真部ではブロマイドが売られている。見かけはお嬢様風だが、実際は明るく勝ち気で、素直じゃないところがある。成績は歴代女子首席の中でも一・二を争うほどであり、透とともに新入生女子代表を務めた。立候補し、透とクラス委員を務めている。特技は料理で趣味はおかし作り。
10年前、一人で遊んでいた透に声をかけたときから友達となり、毎日一緒に遊んでいた。ただしその活発さから透はあきらのことを男の子と勘違いし、逆にあきらは当初透のことを女の子と勘違いしていた。透にとって、過去唯一の友人といえる存在である。あきらは当時、透のことを「透ちゃん」と呼んでいたが、現在は「桜井くん」と呼んでいる。しかし何かの拍子に「透ちゃん」と呼んでしまい、恥ずかしさから石化してしまう。透は当時、「あーくん」と呼んでいた。
父親の政和は建築士であり、現在はアメリカで卜部建設を経営している。いっしょに日本へ帰ってきた母親の由貴はデザイナー。長く海外にいたことから、今の流行や言葉に疎いところがある。
沢登 優希奈（さわと ゆきな）
声：神村ひな　
身長:164cm。バスト:65(D)。血液型:AB型。
透のクラスメイト。図書委員を務めている。
長く伸ばした黒髪の端をきちっと切り揃え、常に背筋をピンと伸ばし、赤いフレームの眼鏡をかけている。物静かで、教室では一人でいることが多かった。話しかけても囁くような声で必要な事柄をわずかな単語しか返さないことから、周囲にクールなイメージを与えている。
家は喫茶店「ANGE」（アンジェ）を経営しており、放課後はウェイトレスとして母親の司を助けている。店で司の代わりに腕を振るうこともあるため、料理も上手。父の和臣は優希奈が7歳の時に死亡しており、現在は司と二人暮らし。
成績は優秀。趣味は読書で、教室でもよく本を読んでいる。
塩川 彩（しおかわ あや）
声：葉村夏緒
身長:158cm。バスト:75(E)。血液型:O型。
透のクラスメイト。仲間内では賑やかなムードメーカー。
教室に入ってきた透へすぐに声をかけ、あきらのことは「あっきー」、優希奈のことは「ゆっきー」と初対面でもすぐにニックネームを付けてしまうほど人懐っこく、元気で明るい性格。普段からテンションが高く、よく喋る。ネタフリされるとすぐに反応し、会話では漫画やアニメのマニアックなネタを挟むところがある。なぜか教室内でも常に帽子をかぶっている。
趣味はアニメと漫画であり、将来の夢は漫画家になること。学園でもコミック研究会に所属している。母親はおらず、父、澪との三人暮らし。料理は全く駄目で、昼飯の90％がカップラーメンである。
伊良原 琴子（いらはら ことこ）
声：藤森ゆき奈
身長:145cm。バスト:60(AA)。血液型:O型。
透の先輩。瑞光学園3年生で、伊良原匠の姉。演劇部所属。
背が小さく、喋り方もやや舌っ足らず。自称「みんなのお姉さん」だが、そのあどけない容姿と言動から匠の姉と見られないことが多い。ただし、年下扱いされると怒り出す。その無邪気な会話は、匠からひらがな口調と称されている。見ているだけで癒されてしまうマスコット的存在だが、いざというときは年上らしい言動を見せる。新入生の時は学年代表を務めたほどだったが、現在は数学が苦手。趣味は羊のグッズを集めること。
匠のことを常に心配し、クラスによく現れる。匠のことは「たっくん」と呼んでおり、匠の弁当を毎日作っている。父親は警察官、母親は婦警。匠と合わせて4人暮らし。
桜井 未姫（さくらい みき）
声：篠原ゆみ
身長:???cm。バスト:70(D)。血液型:A型。
透の姉。現役の大学院生だが、財界にその名を轟かせる桜井グループの会長代理を務める。その美貌から、巷では「美人すぎる会長代理」と呼ばれている。
常に正論を口にし、しがらみに縛られることなく自らの意志を突き通すことから、会長代理として今まで輝かしい実績を残してきた。しかしその悪戯好きな性格から、多忙を表向きの理由として会議や会見などを透に代役させることを思い立ち、1年近く経つ今でも続けている。
学業は常に首席、複数の運動部や文化部で全国大会に出場、ピアノの名手、ソムリエの資格取得など、何をやらせても完璧。さらにその容姿やスタイルも含め、才色兼備を体現した女性である。ただし低血圧で、寝起きは悪い。
透を無茶なたくらみに荷担させたりからかったりするが、実際は透のことが大好きであり、普段は優しく接している。しかし優しさと厳しさを兼ね備えており、透の成績が優秀なのは彼女のおかげである。また透の周囲に女性が近づくと不機嫌になり、見えないところで女性との接触を妨害し続けていた。今でも透に監視役を付けており、なにかあったらすぐに報告させている。家ではなぜかメイド服を着ることが多く、透に料理を作ったりするなどの世話をしている。
瑞光学園の卒業生であり、その優秀さと美貌から「伝説の姫君」と今でも記憶されている。

### サブキャラクター
佐々木 芽依（ささき めい）
声：湖月紅れ葉
身長:162cm。バスト:70(F)。血液型:O型。
瑞光学園の教師。透たちのクラス担任で、専門は英語。本職は桜井家のお庭番であり、透のお目付役兼教育係。未姫の親友であり、透の初恋の相手でもある。
佐々木家は代々桜井家を支えてきており、桜井家には昔から出入りしていた。そのため、未姫や透のことは「さま」付で呼んでいる。ただし周囲には秘密にしているため、学園では「桜井くん」と呼ぶ。なお、桜井家を補佐する家の中でも「佐」の名字が付く家は格が高く、桜井家への忠誠は生きる上で最上の美徳とされる。
常に微笑みを浮かべ、大人の雰囲気が漂う女性である。性格は真面目で優しいが、未姫の言うことには何一つ逆らわない。透に代役をさせるという悪巧みの共犯でもあり、透の女装メイクも行っている。酒好きであり、同じ酒豪である未姫と夜通しで酒を飲むこともある。そのときは大抵透も巻き込まれている。
学園へは自ら運転する高級車で通っている。その容姿と性格により、生徒からの人気も高い。
沢登 司（さわと つかさ）
声：大友愛琉
身長:164cm。バスト:70(C)。血液型:A型。
優希奈の母親である30代の女性。義父が始めた喫茶店「ANGE」を経営している。
ざっくばらんでからかうことはあるが、優希奈のことを大切に思っている。気丈な性格で、旦那の和臣を亡くしてからは女手一つで優希奈を育ててきた。体調を崩してからは、優希奈から贈られた電子煙草をくわえている。
塩川 澪（しおかわ みお）
声：氷室百合
身長:148cm。バスト:60(A)。血液型:AB型。
彩の妹。普段は悪口ばかりを言っているものの、実際は彩のことが好き。
母親がいないため、塩川家の食事を殆ど作っている。学校では新体操部に所属しており、県内では結構有名。
桂 悠斗（かつら ゆうと）
声：角川竜二
身長:179cm。血液型:B型。
透のクラスメイト。彩、匠とは前の学校からの腐れ縁。
自称天才かつ変態。美形だがナルシストであり、女性にはまったく興味がない。透のことを愛しており、「ダーリン」と呼んでいる。
変人で独自の美学を持っており、その突き抜けたテンションの喋り方と突拍子のない行動原理は周囲にまったく理解されていないが、本人は全く気にしていない。
家はかなりの資産家。成績は優秀であり、周囲を引かせる言動を取りつつも時に鋭い指摘をすることがある。料理、フェンシングが得意といった意外な一面も見せる。
伊良原 匠（いらはら たくみ）
声：夏村伊介
身長:177cm。血液型:A型。
透のクラスメイト。彩、悠斗とは前の学校からの腐れ縁。
スポーツが得意であり、前の学校時代からバスケットボールに青春を燃やす。その反面、勉強は苦手。見た目は爽やか系で、好感度高めの好青年。
初めて会った透のことを女性と勘違いして一目惚れ。後に透から男であると自己紹介されても、女性であるというわずかな可能性を信じ続けている。
姉である琴子から常に世話を焼かれており、本人は逃げ回っている。

## スタッフ
- 制作：Lime
- 企画・原案：依織
- キャラクターデザイン・原画：羽純りお
- シナリオ：樋川光
- シナリオ補助・スクリプト：森林彬
- CG監修：真希
- CG：斉藤陽子、たけぽん、ゆう、真希、依織
- 音楽：アッチョリケ、野中“まさ”雄一、景家淳、田辺トシノ、MSJ
- オープニングムービー：feat.works
- オープニングテーマ「ぺったんこLOVE」
  - 歌：NANA、作詞：森林彬、作曲：アッチョリケ、編曲：東タカゴー
- エンディングテーマ「虹の橋」
  - 歌：MINAMI、作詞：森林彬、作曲：アッチョリケ、編曲：田辺トシノ

## 備考
- 学園の屋上からNavelの看板が書かれたビルが見える、彩が住むマンションの名前がOmegavision、彩の部屋に『SHUFFLE! Essence+』で登場する八重桜の部屋にあるぬいぐるみと同じものが飾られている、彩の部屋に『ノストラダムスに聞いてみろ♪』で登場する秋葉穂ノ香と丹生川上水波らしきポスターが飾ってある、などの楽屋落ちなネタが見られる。
- 過去のNavel、Lime作品には必ず登場した謎のスカートめくり少年真聡が、本作では登場しない。